# Antiklos
Antiklos (altgriechisch Ἄντικλος Ántiklos) ist eine Gestalt der griechischen Mythologie.
Antiklos war nach einigen Quellen der Gatte der Laodameia und gehörte in der Endphase des Trojanischen Krieges zu jenen von Odysseus angeführten Griechen, die in das zur Überrumpelung Trojas erbaute hölzerne Pferd stiegen. Helena inspizierte mit ihrem Gatten Deiphobos das Pferd und umrundete es mehrmals. Zur Aufdeckung einer möglichen Falle imitierte sie perfekt die Stimmen der Gemahlinnen einiger der im Pferd versteckten griechischen Helden, die nur mühsam still blieben. Antiklos konnte sein Stillschweigen nicht bewahren, doch  Odysseus hielt ihm rechtzeitig den Mund zu und habe ihn dabei laut Tryphiodoros sogar erstickt. Jedenfalls rettete Odysseus durch sein Eingreifen seine Gefährten vor der Entdeckung. Aristarchos verwarf die überlieferte Erwähnung des Antiklos in der Odyssee; sein Name sei dem Epischen Zyklus entnommen.